# Гарба Лавал
Гарба Лавал (роден на 22 май 1974 г. в Кадуна, Нигерия) е бивш нигерийски футболист, полузащитник.
Лавал прави първи стъпки в професионалния футбол в родината си. През 1995 г. преминава в тунизийския Есперанс, където привлича интереса на Рода и през 1996 г. е трансфериран в холандския клуб. Прекарва 6 години там и записва над 150 мача. През 2002 г. подписва с Левски София, където изкарва един сезон. Впоследствие кариерата му преминава в различни държави като Гърция, Швеция, Португалия и Китай преди да се завърне в Нигерия и да сложи край на кариерата си през 2012 г.
В продължение на 13 години редовно е викан в националния отбор на Нигерия. Изиграва общо 53 мача и вкарва 5 гола. Участва на две световни първенства през 1998 във Франция и през 2002 г. в Япония и Южна Корея.